# Kai Nürnberger
Kai Nürnberger (nacido el 2 de junio de 1966 en Wolfenbüttel, Alemania)  es un exjugador de baloncesto alemán. Con 1.83 de estatura, jugaba en la posición de base.

## Equipos
- 1984-1989:  Southern Illinois Salukis
- 1989-1990:  Saturn Colonia
- 1990-1991:  BBC Bayreuth
- 1991-1999:  Brose Bamberg
- 1999-2003:  Skyliners Frankfurt
- 2003-2004:  TSV Tröster Breitengüßbach